# Explorer 13
Explorer 13 ou S-55A  est un petit satellite expérimental de la NASA mis en orbite en aout 1961 pour évaluer la menace constituée par micrométéoroïdes pour les engins spatiaux circulant en orbite basse. C'est le premier satellite d'une série de trois développés par le centre Goddard. A la suite d'une séparation trop tardive du dernier étage du lanceur Scout X1, l'orbite trop basse limita la durée de vie du satellite à trois jour et ne permit pas de recueillir des données utilisables. Les deux satellites similaires lancés en 1962 et 1964 permettront de remplir ces objectifs.

## Contexte et objectifs de la mission
Explorer 13  est développé par le Centre de vol spatial Goddard (établissement de la NASA) dans le cadre de son programme Explorer réunissant des missions scientifiques de faible cout. Les micrométéorites qui sont présents dans l'environnement spatial de la Terre et qui se déplacent à très grande vitesse (jusqu'à 70 km/s pour les débris de comète circulant autour du Soleil à contresens des planètes) présentent un risque de collision avec les engins spatiaux. En 1961 les scientifiques et les ingénieurs ne sont pas en mesure d'évaluer le degré de ce risque de manière précise. Les premières missions américaines lancées dans l'espace profond (Pioneer 1 et Mariner 2) avaient constaté que le volume des micrométéorites décroissait dans un rapport de 1 sur 10 000 lorsqu'on s'éloignait de la Terre. Les mesures effectuées par la sonde spatiale soviétique Mars 1 semblaient indiquer que l'espace profond était pratiquement vide. Mais il était important que toutes ces mesures soient confirmées.

## Déroulement de la mission
Le satellite Explorer 13 est lancé le 25 aout 1961 par une fusée Scout X1 décollant de la base de lancement de Wallops. La mise à feu du quatrième et dernier étage du lanceur ne se déroule pas comme prévu car sa séparation avec le troisième étage se produit trop tard. En conséquence le satellite se retrouve placé sur une orbite trop basse (périgée de 100 kilomètres) et le satellite rentre dans l'atmosphère trois jours plus tard et est détruit. Durant sa courte vie, Explorer 13 transmet en tout 13 minutes de données mais n'enregistre aucun impact de micrométéoroïdes. Tirant la leçon de cet échec les ingénieurs modifieront la procédure de mise à feu du quatrième étage de la fusée Scout,. Deux missions similaires, Explorer 16 et Explorer 23 seront lancées respectivement en 1962 et 1964 et permettront d'évaluer de manière précise la menace des micrométéoroïdes.

## Caractéristiques techniques

### Plateforme
Explorer 13 est constitué par le quatrième étage du lanceur Scout modifié pour emporter des instruments de détection d'impact en plus de son rôle dans l'atteinte de l'orbite. Cet étage, long de 1,93 mètres pour un diamètre de 61 centimètres, a une masse de 86 kilogrammes.

### Instruments
Explorer 13 emporte 5 expériences toutes destinées à évaluer la menace constituée par les micrométéoroïdes. L'instrument principal du satellite est un détecteur de micrométéorites composé de cinq rangées circulaires de détecteurs contenant chacune 32 éléments et occupant la majeure partie de la surface du satellite consacrée à la détection des micrométéoroïdes. Les 160 capsules réalisées en cuivre au béryllium avec cinq épaisseurs différentes étaient pressurisées à 1,7 bars. L'impact des micrométéorites était détecté par interrupteur sensible au surcroit de pression.